# Witch Craft Works
Witch Craft Works (ウィッチクラフトワークス?, Witchikurafuto Wākusu) è un manga scritto e disegnato da Ryū Mizunagi. Ne è stata tratta una serie televisiva anime realizzata dalla J.C.Staff, trasmessa in Giappone tra gennaio e marzo 2014.

## Trama
Takamiya Honoka è un normale studente delle superiori la cui vita scorre tranquillamente, senza che gli capiti mai nulla di particolare. I suoi unici problemi nascono dal fatto che lui sta nella stessa classe di Kagari Ayaka, una ragazza talmente popolare nella scuola da essere soprannominata "principessa" ed avere addirittura un fanclub che la venera. Non solo sta nella sua stessa classe, ma prende lo stesso autobus, è assegnato al banco accanto al suo e ha gli stessi turni di attività extrascolastiche. Benché i due ragazzi non interagiscano mai, il gran numero di fan di Ayaka, che le stanno costantemente attorno, trattano Honoka quasi come se fosse  un fastidio, arrivando addirittura a picchiarlo se lui osa anche solo "disturbarla". Ma un giorno tutto cambia quando si trova improvvisamente ad essere salvato da morte certa dalla stessa Ayaka, che si rivela essere in grado di utilizzare arti magiche.
Infatti Ayaka è in realtà una strega, il cui compito di proteggere Honoka, che sembra essere l'inconsapevole possessore di un potere che fa gola a molte altre streghe, che vorrebbero impadronirsene anche a costo di ucciderlo. Intorno al ragazzo infatti si sta scatenando una guerra fra le cosiddette Workshop Witches (工房の魔女?, Kōbō no Majo) il cui compito è quello di difendere la Terra e le Tower Witches (塔の魔女?, Tō no Majo) che invece usano la magia per i propri scopi crudeli, e si nascondono fra i normali esseri umani.
Quasi ogni persona che fino ad allora Honoka era convinto di conoscere è a sua volta una strega, a partire dalla sua sorellina Kasumi (incaricata di difenderlo quando non può occuparsene Ayaka) fino all'intero corpo studentesco.
Honoka chiede allora ad Ayaka di insegnargli le arti magiche, in modo da poter aiutarla e, forse un giorno, essere lui stesso a proteggerla.

## Doppiatore Italiano
Honoka Takamiya: Manuel Meli
Ayaka Kagari: Arletta Cesareni
Kasumi Takamiya: Patrizia Mottola
Kazane Kagari: Martina Felli
Ai: Alice Mizzau
Medusa: Domitilla D'Amico

## Media

### Manga
Il manga, scritto e illustrato da Ryū Mizunagi, è stato serializzato dal 5 marzo 2010 al 7 febbraio 2022 sulla rivista good! Afternoon edita da Kōdansha. I vari capitoli sono stati raccolti in diciassette volumi tankōbon pubblicati dal 5 novembre 2010 al 7 marzo 2022.
Dopo la conclusione della serie, è iniziata la serializzazione di uno spin-off "extra" dal 7 marzo 2022 sempre sulla rivista good! Afternoon.

#### Volumi
| Nº | Data di prima pubblicazione | Data di prima pubblicazione | Data di prima pubblicazione |
| Nº | Giapponese                  | Giapponese                  |                             |
| -- | --------------------------- | --------------------------- | --------------------------- |
| 1  | 5 novembre 2010             | ISBN 978-4-06-310713-5      |                             |
| 2  | 7 luglio 2011               | ISBN 978-4-06-310760-9      |                             |
| 3  | 7 marzo 2012                | ISBN 978-4-06-387810-3      |                             |
| 4  | 7 novembre 2012             | ISBN 978-4-06-387849-3      |                             |
| 5  | 5 maggio 2013               | ISBN 978-4-06-387884-4      |                             |
| 6  | 7 novembre 2013             | ISBN 978-4-06-387931-5      |                             |
| 7  | 7 luglio 2014               | ISBN 978-4-06-387981-0      |                             |
| 8  | 7 gennaio 2015              | ISBN 978-4-06-388026-7      |                             |
| 9  | 6 novembre 2015             | ISBN 978-4-06-388099-1      |                             |
| 10 | 7 novembre 2016             | ISBN 978-4-06-388201-8      |                             |
| 11 | 7 agosto 2017               | ISBN 978-4-06-388282-7      |                             |
| 12 | 7 giugno 2018               | ISBN 978-4-06-511537-4      |                             |
| 13 | 7 dicembre 2018             | ISBN 978-4-06-513898-4      |                             |
| 14 | 7 novembre 2019             | ISBN 978-4-06-517558-3      |                             |
| 15 | 7 ottobre 2020              | ISBN 978-4-06-520913-4      |                             |
| 16 | 7 luglio 2021               | ISBN 978-4-06-524050-2      |                             |
| 17 | 7 marzo 2022                | ISBN 978-4-06-527105-6      |                             |

### Anime

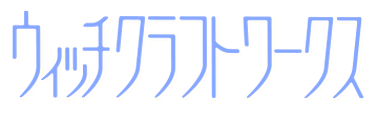
Logo della serie

Un adattamento anime prodotto dallo studio J.C. Staff, sceneggiato e diretto da Tsutomu Mizushima è stato trasmesso in Giappone per un totale di 12 episodi. Il primo episodio della serie è stato proiettato in anteprima ad opera di Bandai Channel il 29 dicembre 2013 al Tokyo Cinemart Shinjuku, venendo visto da 2000 persone il 30 dicembre 2013. L'anime è stato poi trasmesso in televisione dal 5 gennaio al 23 marzo 2014 su Tokyo MX per poi essere riproposto su TVA, AT-X, BS11 e ABC. I diritti internazionali sono stati acquistati da Crunchyroll che ha distribuito la serie in versione sottotitolata, tuttavia è inedita in Italia. La colonna sonora è stata curata da Technoboys Pulcraft Green-Fund. La sigla d'apertura, intitolata divine intervention è cantata da Fhána, mentre quella di chiusura, Witch☆Activity (ウィッチ☆アクティビティ?, Witchi Akutibiti) ed è cantata dal gruppo KMM Gang, composto da Izawa, Natsukawa, Asakura, Hioka e Iida.

#### Episodi
| Nº       | Titolo italiano (traduzione letterale) Giapponese 「Kanji」 - Rōmaji                                     | In onda          | In onda |
| Nº       | Titolo italiano (traduzione letterale) Giapponese 「Kanji」 - Rōmaji                                     | Giapponese       |         |
| 1        | Takamiya e la strega delle fiamme 「多華宮君と炎の魔女」 - Takamiya-kun to honō no majo                  | 5 gennaio 2014   |         |
| 2        | Takamiya e lo scopo delle streghe 「多華宮君と魔女達の思惑」 - Takamiya-kun to Majo-tachi no omowaku     | 12 gennaio 2014  |         |
| 3        | Takamiya e la trappola di Chronoire 「多華宮君とクロノワールの罠」 - Takamiya-kun to Kuronowāru no wana  | 19 gennaio 2014  |         |
| 4        | Takamiya e la sua malvagia sorellina 「多華宮君といじわるな妹」 - Takamiya-kun to ijiwaru na imōto       | 26 gennaio 2014  |         |
| 5        | Takamiya e la strega gorgone 「多華宮君と石眼石手の魔女」 - Takamiya-kun to sekigansekishu no majo       | 2 febbraio 2014  |         |
| 6        | Takamiya e la prova d'amore 「多華宮君と愛の試練」 - Takamiya-kun to ai no shiren                        | 9 febbraio 2014  |         |
| 7        | Takamiya e il Noblesse Oblige 「多華宮君とノブレス・オブリージュ」 - Takamiya-kun to Noburesu Oburīju    | 16 febbraio 2014 |         |
| 8        | Takamiya e le ferite di Kagari 「多華宮君と火々里さんの傷」 - Takamiya-kun to Kagari-san no kizu         | 23 febbraio 2014 |         |
| 9        | Takamiya e la strega della fine 「多華宮君と終わりの魔女」 - Takaimiya-kun to owari no majo              | 2 marzo 2014     |         |
| 10       | Takamiya e Weekend - Parte I 「多華宮君とウィークエンド （前編）」 - Takamiya-kun to Wīkuendo (zen-pen)  | 9 marzo 2014     |         |
| 11       | Takamiya e Weekend - Parte II 「多華宮君とウィークエンド （中編）」 - Takamiya-kun to Wīkuendo (chū-hen) | 16 marzo 2014    |         |
| 12       | Takamiya e Weekend - Parte III 「多華宮君とウィークエンド （後編）」 - Takamiya-kun to Wīkuendo (kō-hen) | 23 marzo 2014    |         |
| 13 (OAV) | Takamiya e il complotto della sorellina 「多華宮君と妹の悪巧み」 - Takamiya-kun to imōto no warudakumi   | 7 gennaio 2015   |         |

## Accoglienza
Il quarto volume della serie manga si è classificato al venticinquesimo posto nelle classifiche Oricon nel novembre 2012 con un totale di 27 389 copie vendute in meno di una settimana. Il quinto volume si è classificato al ventottesimo posto nel maggio 2013 con un totale di 31 678 copie vendute in meno di una settimana. Il sesto volume invece arrivo ventinovesimo nella medesima classifica nel novembre 2013 con un totale di 27 573 copie vendute in meno di una settimana.